# Cell Biology and Toxicology
Cell Biology and Toxicology is een internationaal, aan collegiale toetsing onderworpen wetenschappelijk tijdschrift op het gebied van de celbiologie en de toxicologie. De naam wordt in literatuurverwijzingen meestal afgekort tot Cell Biol. Toxicol. Het wordt uitgegeven door Springer Science+Business Media en verschijnt 6 keer per jaar.